# Атанас Буров (площад във Варна)
„Атанас Буров“ е площад в центъра на град Варна, в пространство пред Щаба на ВМС където се пресичат улиците „Преслав“ и „Дръзки“. Кръстен е на българския финансист и политик с решение на Варненския общински съвет от 21 май 2008 г.